# Мова нанова

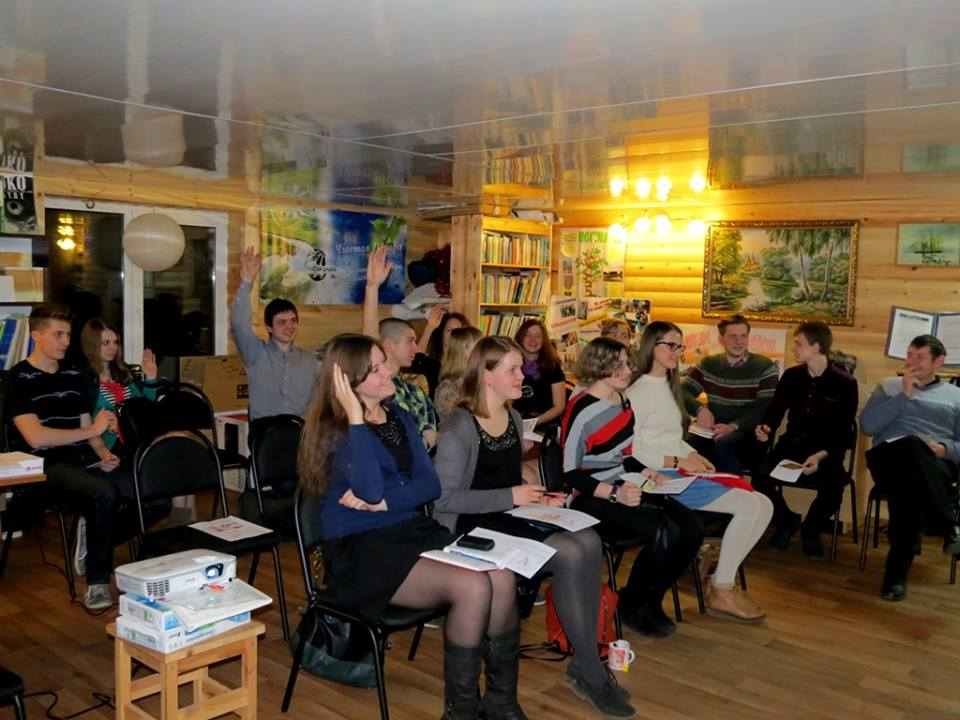
"Мова нанова" в г.Барановичи, 15 марта 2014 года

«Мо́ва нано́ва» (буквальный перевод — «Язык заново») — бесплатные курсы белорусского языка, открывшиеся в Минске 13 января 2014 года в галерее «Ў». Помимо Минска, они проходят в Барановичах, Гродно, Бобруйске, Бресте, Молодечно, Могилеве, Витебске, Островце, Гомеле, а также в польском Кракове.
23 июля 2021 года Минский райисполком ликвидировал организацию «Мова нанова», формальным поводом была названа обнаруженная прокуратурой на сайте «незарегистрированная символика» и логотип телеканала Белсат.

## Премии и награды
25 июня 2014 года в Минске прошел пятый фестиваль белорусскоязычной рекламы и коммуникации AD. НАК. Курсы Мова Нанова завоевали Гран-при фестиваля белорусскоязычной рекламы и коммуникации в номинации общественно значимых проектов.

## Интересные факты и курсовые проекты
Мова нанова создала бесплатную службу переводов «Скорая языковая помощь». Команда профессиональных филологов-волонтёров готова быстро выполнить перевод до 5 тысяч знаков. К переводу принимаются публичные случаи употребления языка: веб-сайты, вывески, плакаты, комплектующие на товарах, этикетки в магазинах, меню в ресторанах, реклама и т. д.
Также организовывает благотворительную дату «имеет смысл».
Есть экскурсии от туркомпании «Виапол» по белорусским городам и местностям, которые проводит организатор курсов Глеб Лободенко.
28 сентября 2014 года состоялся первый национальный спортивный фестиваль «Мова Cup», на котором также прошли командные курсы «Мова нанова», занявшее пятое место в общем зачёте.
5 октября 2014 года в галерее современного искусства «Ў» в Минске открылись курсы «Мова нанова детям» для дошкольников, младшеклассников и их родителей.
27 ноября 2014 года курсы внесены в Единый государственный реестр юридических лиц и индивидуальных предпринимателей Республики Беларусь.
5-6 декабря 2014 года в Минске прошел Пятый фестиваль неформального образования. В номинации «Событие года» по мнению жюри были отобраны пять самых заметных событий. Курсы «Мова нанова» также включены в этот список.
11 мая 2015 года в галерее «Ў» состоялась презентация нового сайта курсов www.movananova.by.

### В СМИ
- Кава нанова — media-polesye.by 18.01.2014
- Елена Данейко. В Беларуси входит в моду белорусский язык — www.dw.de 23.01.2014
- Les Bélorusses apprennent le biélorusse — interviwwsculture.wordpress.com 22.01.2014
- Ян Лялевич. «Мова нанова» ў Гродне: другі занятак ізноў сабраў каля 100 чалавек (шмат фота) — t-styl.info 25.03.2014
- Якуб Сущинский . «Мова нанова» посвятил птицам урок (фото) — racyja.com 08.04.2014
- Paula Borowska. Лингвистические инициативы покоряют Беларусь — neweasterneurope.eu 29.04.2014